# Quận Craighead, Arkansas
Quận Craighead là một quận thuộc tiểu bang Arkansas, Hoa Kỳ.
Quận này được đặt tên theo Thomas Craighead. Theo điều tra dân số của Cục điều tra dân số Hoa Kỳ năm 2000, quận có dân số 82.148 người, ước tính năm 2007 là 92.640 người. Quận lỵ đóng ở Jonesboro và Lake City.6 Đây là một quận khô.

## Địa lý
Theo Cục điều tra dân số Hoa Kỳ, quận có diện tích 1847 km2, trong đó có 5 km2 là diện tích mặt nước.

### Các xa lộ chính
- U.S. Highway 49
- U.S. Highway 63
- Highway 1
- Highway 18
- Highway 92

### Quận giáp ranh
- Quận Greene (bắc)
- Dunklin, Missouri (đông bắc)
- Quận Mississippi (đông)
- Quận Poinsett (nam)
- Quận Jackson (tây)
- Quận Lawrence (tây bắc)

## Thông tin nhân khẩu
Theo điều tra dân số 2 năm 2000, quận đã có 82.148 người, 32.301 hộ gia đình, và 22.093 gia đình sống trong quận hạt. Mật độ dân số là 116 người trên một dặm vuông (45/km ²). Có 35.133 đơn vị nhà ở mật độ trung bình là 49 trên một dặm vuông (19/km ²). Cơ cấu chủng tộc của dân cư quận gồm có 89,27% người da trắng, 7,78% da đen hay Mỹ gốc Phi, 0,33% người Mỹ bản xứ, 0,60% châu Á, Thái Bình Dương 0,02%, 0,93% từ các chủng tộc khác, và 1,06% từ hai hoặc nhiều chủng tộc. 2,12% dân số là người Hispanic hay Latino thuộc một chủng tộc nào.
Có 32.301 hộ, trong đó 32,30% có trẻ em dưới 18 tuổi sống chung với họ, 53,30% là đôi vợ chồng sống với nhau, 11,40% có nữ hộ và không có chồng, và 31,60% là các gia đình không. 25,20% hộ gia đình đã được tạo ra từ các cá nhân và 9,10% có người sống một mình 65 tuổi hoặc lớn tuổi hơn là người. Cỡ hộ trung bình là 2,46 và cỡ gia đình trung bình là 2,96.
Trong quận, độ tuổi dân cư được trải ra với 24,10% dưới độ tuổi 18, 14,00% 18-24, 28,70% 25-44, 21,40% từ 45 đến 64, và 11,80% từ 65 tuổi trở lên người. Độ tuổi trung bình là 33 năm. Đối với mỗi 100 nữ có 93,80 nam giới. Đối với mỗi 100 nữ 18 tuổi trở lên, đã có 90,50 nam giới.
Thu nhập trung bình cho một hộ gia đình trong quận đạt 32.425 USD, và thu nhập trung bình cho một gia đình là 40.688 USD. Phái nam có thu nhập trung bình 30.366 USD so với 21.109 USD của phái nữ. Thu nhập bình quân đầu người là 17.091 USD. Có 11,60% gia đình và 15,40% dân số sống dưới mức nghèo khổ, bao gồm 19,40% những người dưới 18 tuổi và 13,40% của những người 65 tuổi hoặc hơn.